# St Joseph’s FC
St Joseph’s FC ist ein Amateur-Fußballverein aus Gibraltar. Sie spielen in der Gibraltar Eurobet Division, der höchsten Spielklasse Gibraltars.

## Geschichte
Der Verein wurde 1912 gegründet. Der St Joseph’s FC gewann insgesamt neunmal den nationalen Pokalwettbewerb, den Rock Cup. Außerdem gelang in der Saison 1995/96 durch die Meisterschaft und den Pokalsieg erstmals der Gewinn des Doubles.

## Erfolge
- Meisterschaften (1): 1996
- Pokalerfolge (9): 1979, 1983, 1984, 1985, 1987, 1992, 1996, 2012, 2013
- Supercup-Siege (1): 2013

## Statistik
| Saisons   | Div. | Līga             | Platz | web    |           |
| --------- | ---- | ---------------- | ----- | ------ | --------- |
| 2013–2014 | 1.   | Premier Division | 7.    | [ 1 ]  | Kvalspiel |
| 2014–2015 | 1.   | Premier Division | 4.    | [ 2 ]  |           |
| 2015–2016 | 1.   | Premier Division | 3.    | [ 3 ]  |           |
| 2016–2017 | 1.   | Premier Division | 3.    | [ 4 ]  |           |
| 2017–2018 | 1.   | Premier Division | 3.    | [ 5 ]  |           |
| 2018–2019 | 1.   | Premier Division | 3.    | [ 6 ]  |           |
|           |      |                  |       |        |           |
| 2019–2020 | 1.   | National League  | P.    | [ 7 ]  | Pandemi   |
| 2020–2021 | 1.   | National League  | 3.    | [ 8 ]  |           |
| 2021–2022 | 1.   | National League  | 3.    | [ 9 ]  |           |
| 2022–2023 | 1.   | National League  | 5.    | [ 10 ] |           |
| 2023–2024 | 1.   | National League  | 2.    | [ 11 ] |           |